# Tomás Yepes

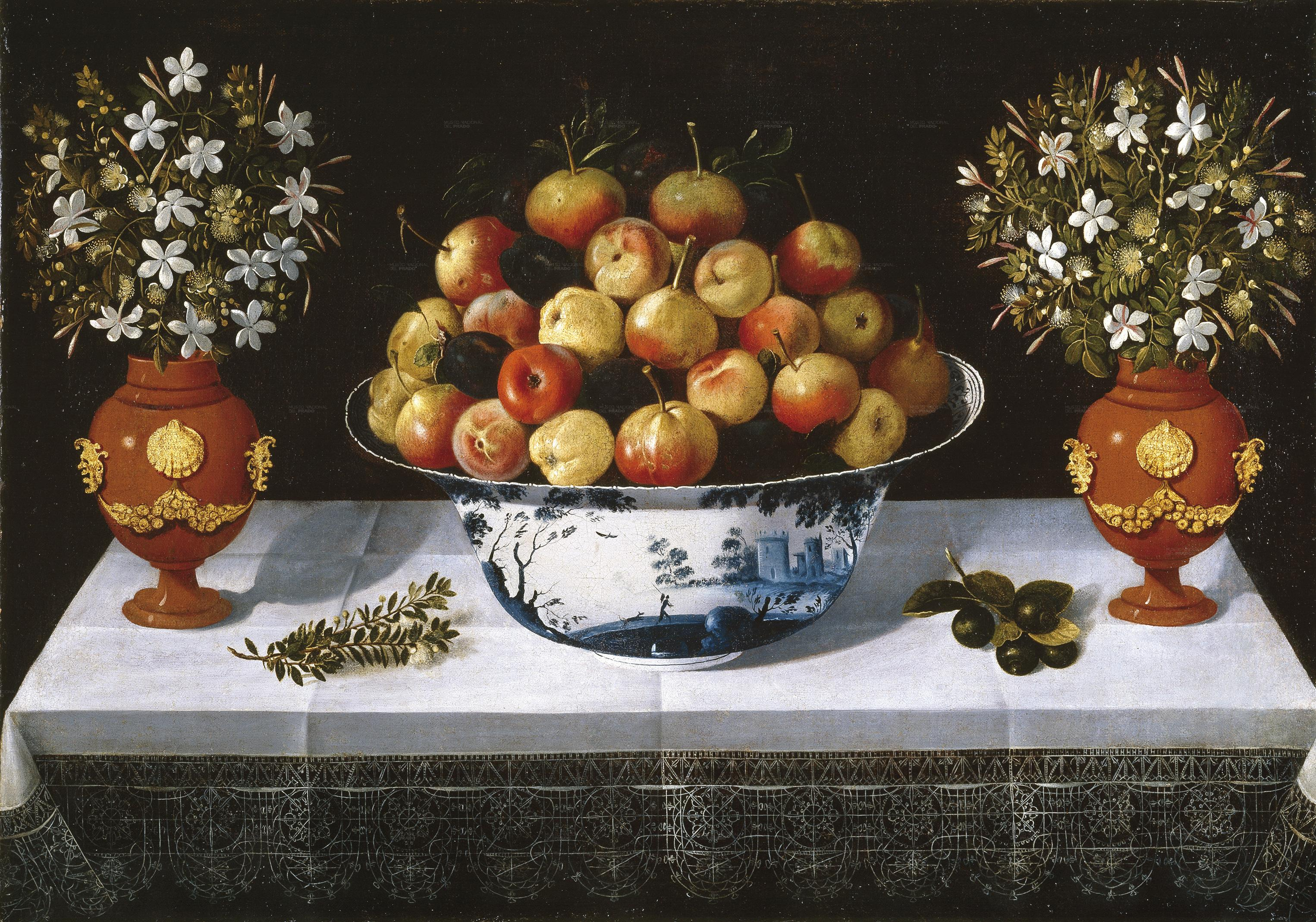
Tomás Yepes: Obst in einer blauweißen Porzellanschale und zwei Vasen mit Jasmin und Myrte, signiert und datiert 1642, Öl auf Leinwand, 67 × 96 cm, Prado, Madrid

Tomás Yepes oder Hiepes (Vorname auch: Thomás; * 1598 in Valencia; † 16. Juni 1674 ebenda) war ein spanischer Stilllebenmaler des Siglo de Oro.

## Leben
Sein Geburtsdatum wurde lange nur vermutet und bis heute (2022) werden in verschiedenen Quellen unterschiedliche Daten angegeben, laut Gonzalez Zymla ist jedoch mittlerweile bekannt, dass er 1598 in Valencia als Sohn von Pascual Tomás Yepes und Vicenta Pujades zur Welt kam. Der Maler selber signierte seine Gemälde als „Thomás Hiepes“ und wird auch in Dokumenten unter dieser Namensform genannt.
Über seine künstlerische Ausbildung ist nichts bekannt, jedoch lassen seine Werke die Kenntnis von kastilischen Malern wie Juan van der Hamen und Alejandro Loarte erkennen.
Bereits 1616 ist Tomás Yepes bei der Malervereinigung von Valencia eingetragen, mit dem Recht, selbständig seinen Beruf auszuüben. Er war verheiratet mit einer Tochter von Gaspar Heres, einem angesehenen Zimmermann und Holzschnitzer, der das Chorgestühl des Colegio del Patriarca geschaffen hatte.
Yepes schuf viele Dekorationen für festliche Anlässe und spezialisierte sich darüber hinaus auf die Malerei von Stillleben, wobei er ausgesprochen vielseitig war und sowohl Blumen und Obst, Gebäck und Süßigkeiten, Anrichten, Speisekammern, Vanitas-Stillleben mit Instrumenten und/oder anderen Gegenständen, Bilder von Geflügel und Wild sowie Landschaften mit Tieren malte. Auch schuf er einige Andachtsbilder, aber ebenfalls nach Art von Stillleben. Einige fabelhafte Darstellungen von Gebäck sind wahrscheinlich durch die Tatsache inspiriert, dass seine Schwester Vicenta eine Konditorei führte.
Hiepes arbeitete sein Leben lang in seiner Heimatstadt Valencia, unternahm aber auch einige Reisen nach Medina del Campo. Es ist bekannt, dass er viele seiner Bilder für Kunsthandwerker und wohlhabende valencianische Bauern malte. Er arbeitete auch für kirchliche Auftraggeber und hatte familiäre Bindungen zum Colegio del Corpus Christi, einer der wichtigsten Institutionen Valencias,
Signierte Gemälde von Yepes sind aus dem Zeitraum von 1642 bis 1674 bekannt. Die größte Sammlung seiner Werke befindet sich heute im Prado in Madrid, weitere in den Museen de Bellas Artes von Valencia und Oviedo sowie in Privatsammlungen.
Er starb mit 75 Jahren in Valencia am 16. Juni 1674 und wurde in der dortigen Gemeinde von San Esteban begraben.

## Werk und Stil

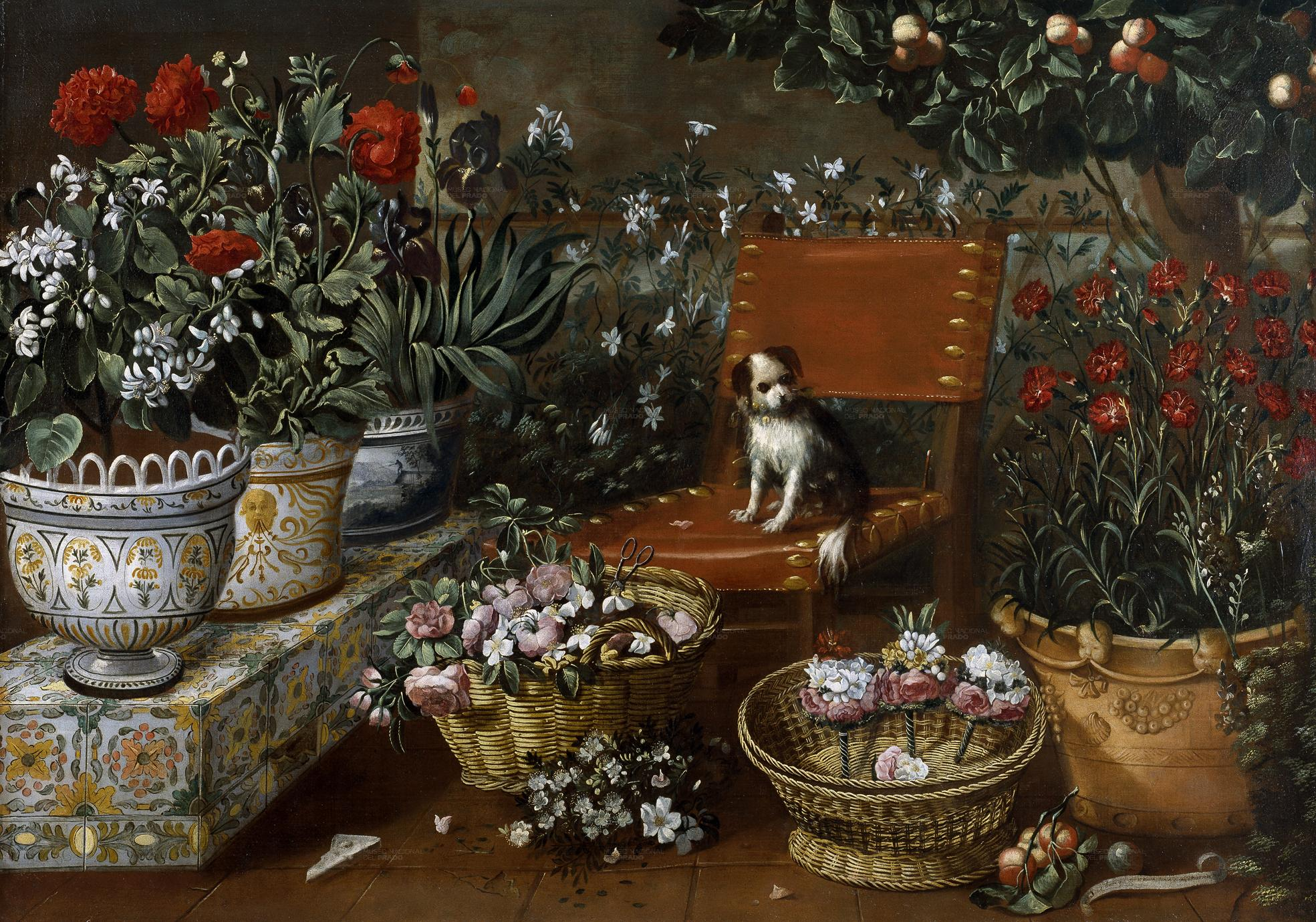
Blumen in einem Patio mit einem Hündchen, ca. 1660–70, Öl auf Leinwand, 109,5 × 156,5 cm, Prado, Madrid

Thomás Yepes wurde lange Zeit nicht beachtet und galt als zweitklassiger Maler. Das änderte sich allerdings durch jüngere Forschungen und nachdem seit Ende des 20. Jahrhunderts zahlreiche bis dahin unbekannte Gemälde auf dem Kunstmarkt auftauchten. Ein Problem stellten auch viele fälschliche Zuschreibungen dar, sowohl in die eine, als auch in die andere Richtung: So wurden früher offenbar Gemälde von Yepes dem eher mysteriösen Blas de Ledesma aus Granada zugeschrieben und umgekehrt muss sein Werk abgegrenzt werden von Bildern des mittlerweile als Bernardo Polo identifizierten sogenannten „Pseudo-Hiepes“ und von technisch eher minderwertigen Produkten, die wahrscheinlich aus mallorquinischen Werkstätten stammen.

Jordan und Cherry wiesen außerdem darauf hin, dass Yepes – ähnlich wie sein Sevillaner Kollege Pedro de Camprobín – eine besondere Technik pflegte, bei der er hauchdünne Schichten feinster und durchsichtiger Lasuren verwendete, die später nachdunkelten und in manchen Fällen von unwissenden und ungeschickten Restauratoren durch zu harte Lösungsmittel abgetragen wurden – dadurch ist die Wirkung mancher seiner Bilder heutzutage verfälscht und gröber als im Originalzustand.
Heute gilt Tomás Yepes als wichtigster Stilllebenmaler der Schule von Valencia. Seine Malerei basiert grundsätzlich auf der naturalistischen, eher nüchternen spanischen Tradition des „bodegón“, mit Einflüssen von Juan van der Hamen y León und Alejandro Loarte. Eine Affinität oder Verwandtschaft besteht auch zu Werken von Jerónimo Jacinto Espinosa. Als charakteristisch für Yepes und die valencianische Malerei gilt ein etwas rötlich-erdiges Kolorit.
Im Vergleich zu den Stilllebenmalern, die zur selben Zeit in Madrid wirkten, erscheinen seine Darstellungen etwas archaisch. Sie spiegeln ein typisch valencianisches Umfeld des frühen Barock und eine lebensfrohe, etwas verspielt wirkende Freude an Luxus und Reichtum. In einer späteren Phase scheint er auch Inspirationen aus der italienischen Malerei zu verarbeiten.
Sein Werk zeigt eine ungewöhnliche Vielfalt und Bandbreite (siehe oben). Viele seiner Kompositionen zeichnen sich durch eine strenge, geradezu hieratische Symmetrie und leuchtende, aber chromatisch reich abgestufte Farben vor einem tenebristischen Hintergrund aus. Daneben findet man, wahrscheinlich aus einer späteren Schaffensphase, auch lockere, asymmetrische Kompositionen, teilweise mit Ausblicken auf Landschaften oder sogar in einer Landschaft.
Von besonderem Reiz sind seine Blumen- und Früchte-Kompositionen, die einen außerordentlich feinen Farbsinn zeigen. Vor allem in seinen völlig symmetrisch angeordneten Blumensträußen, die sehr eigentümlich sind und als „unverwechselbar“ gelten können, findet man eine teilweise ungewöhnliche Farbpalette mit auffällig gedämpften, dezenten Farben neben diversen leuchtenden Orange-, Gelb- und Rottönen. Interessant in seinen Obst- und Blumenbildern ist auch die Darstellung kostbarer Keramik- oder Porzellanvasen und -schalen, typisch spanischer Blumentöpfe oder Kacheln (azulejos).

## Bildergalerie

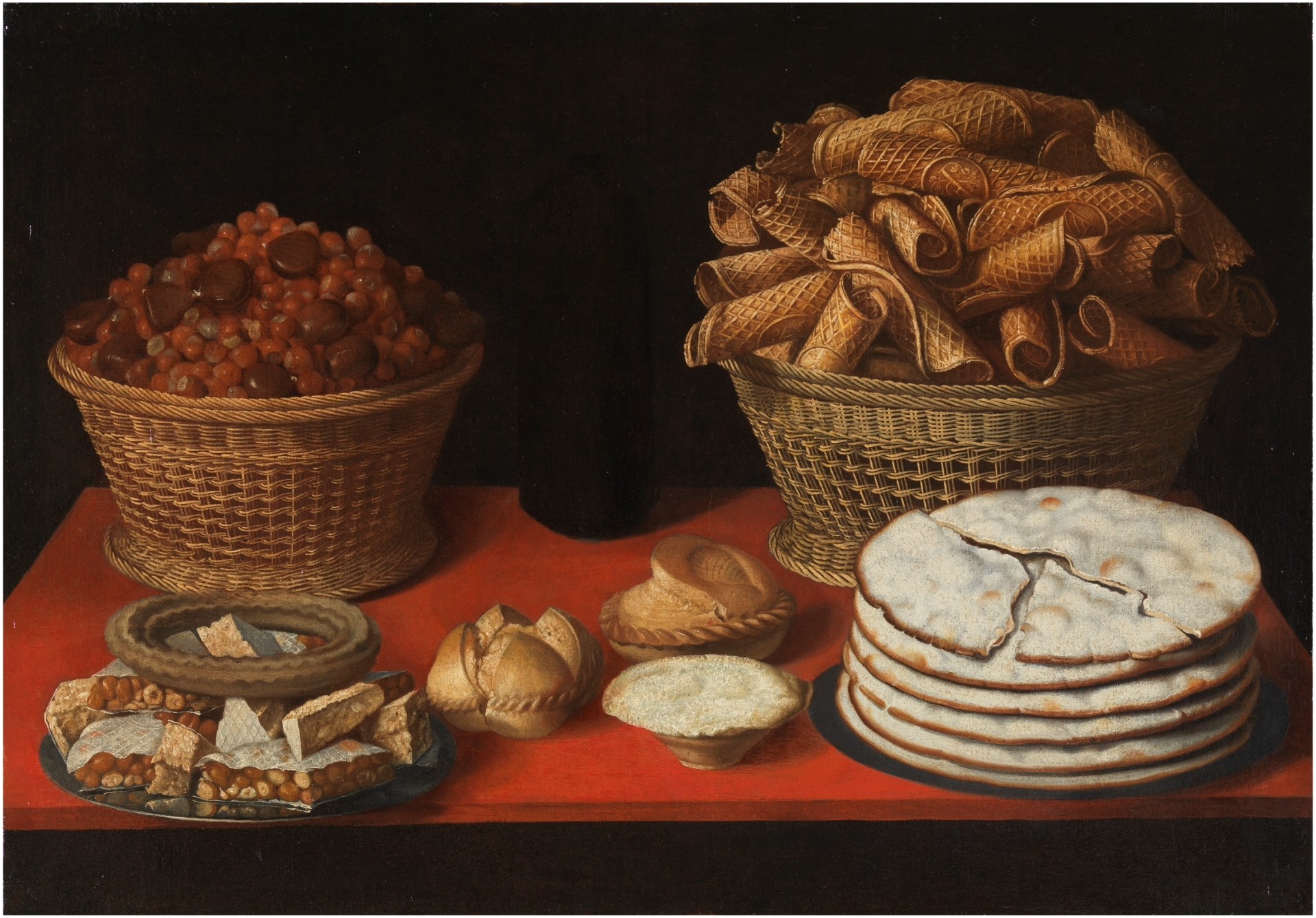
Bodegón mit Waffeln, Nougat und Gebäck und einem Korb mit Haselnüssen und Maroni, um 1635 (?), Öl auf Leinwand, 66 × 95 cm, Prado, Madrid
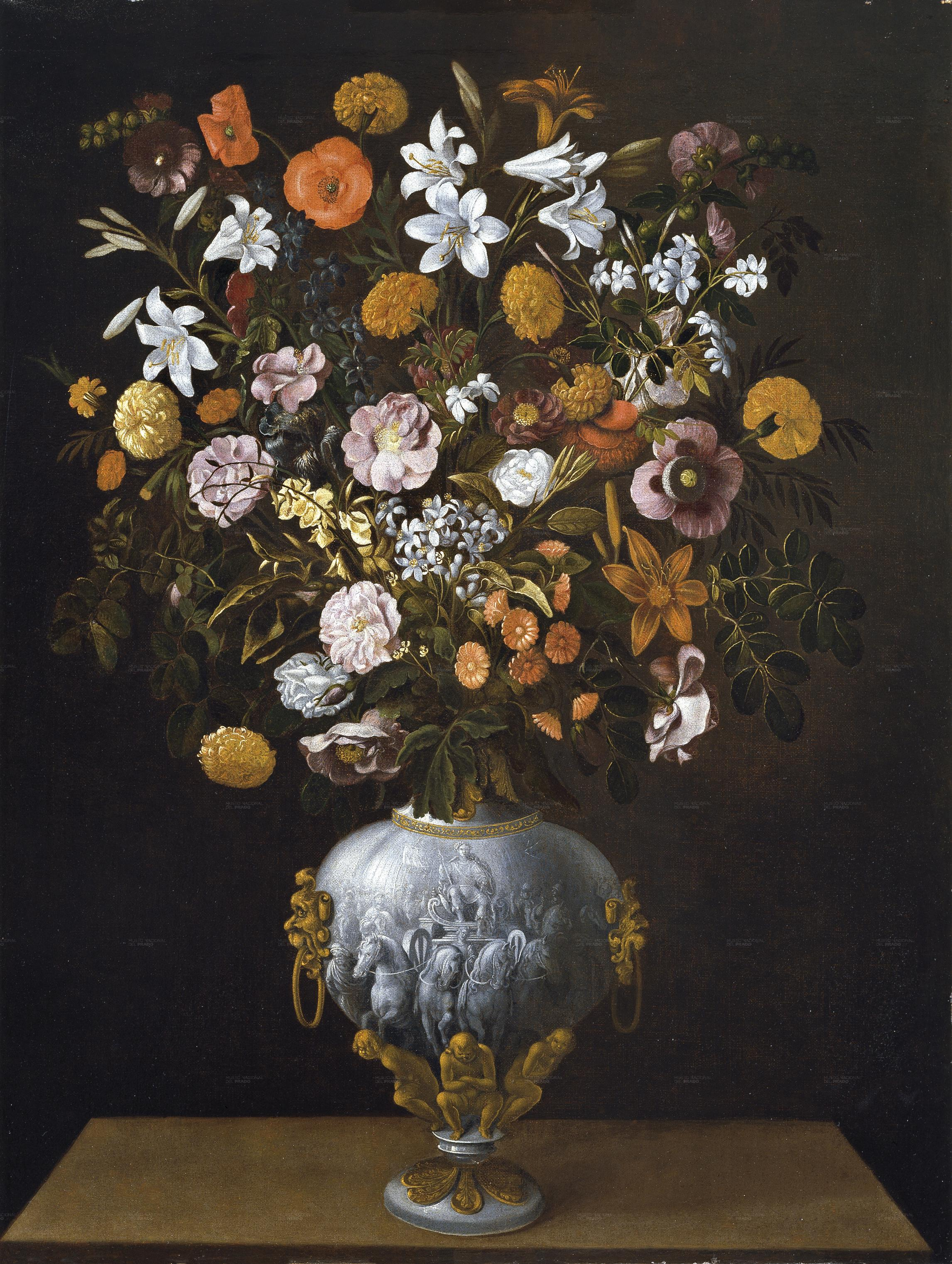
Blumen in einer Vase mit Triumphwagen, signiert und datiert 1643, Öl auf Leinwand, 115 × 86 cm, Prado, Madrid
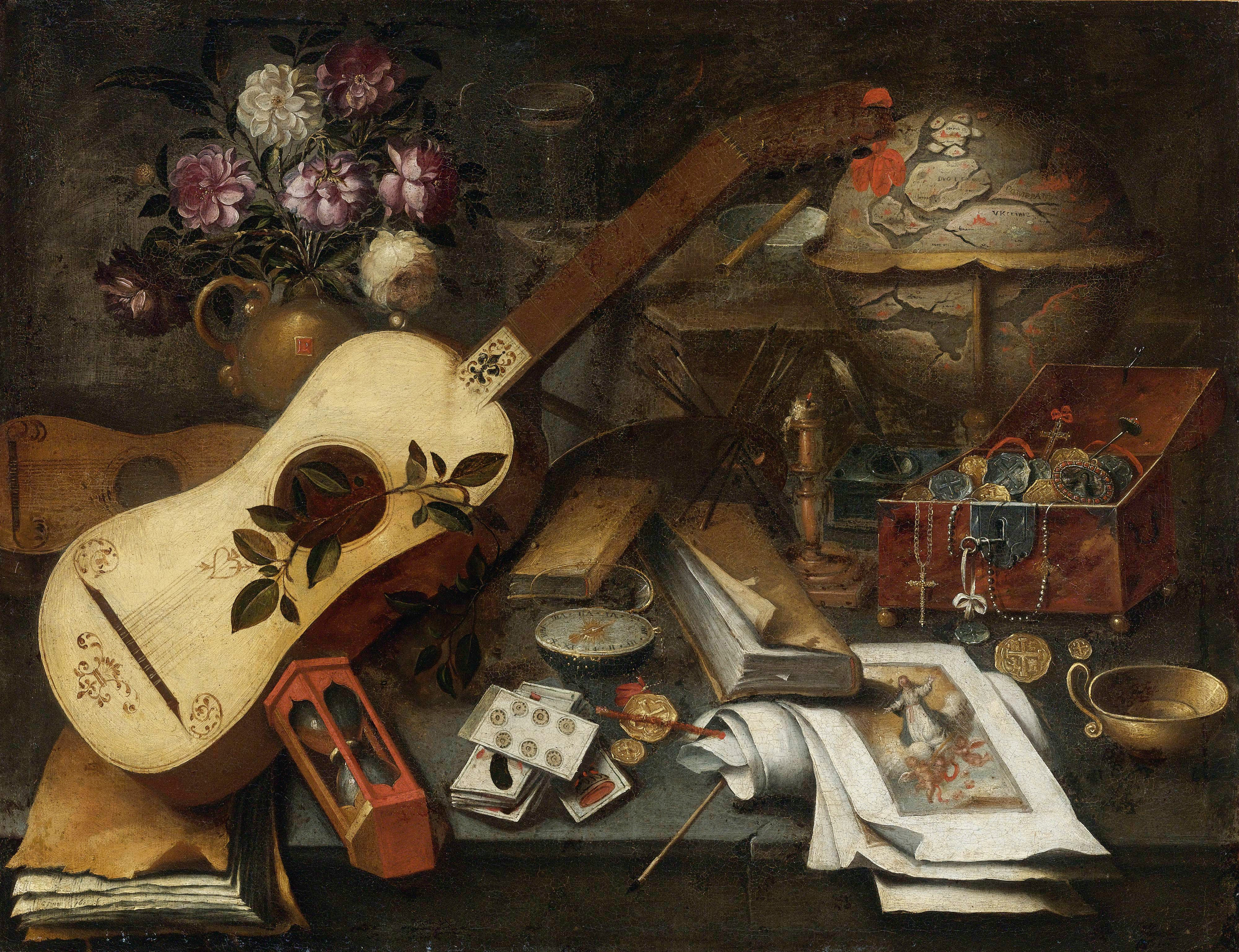
Vanitas-Stillleben mit Gitarre, ca. 1650, Öl auf Leinwand, Privatsammlung (?)
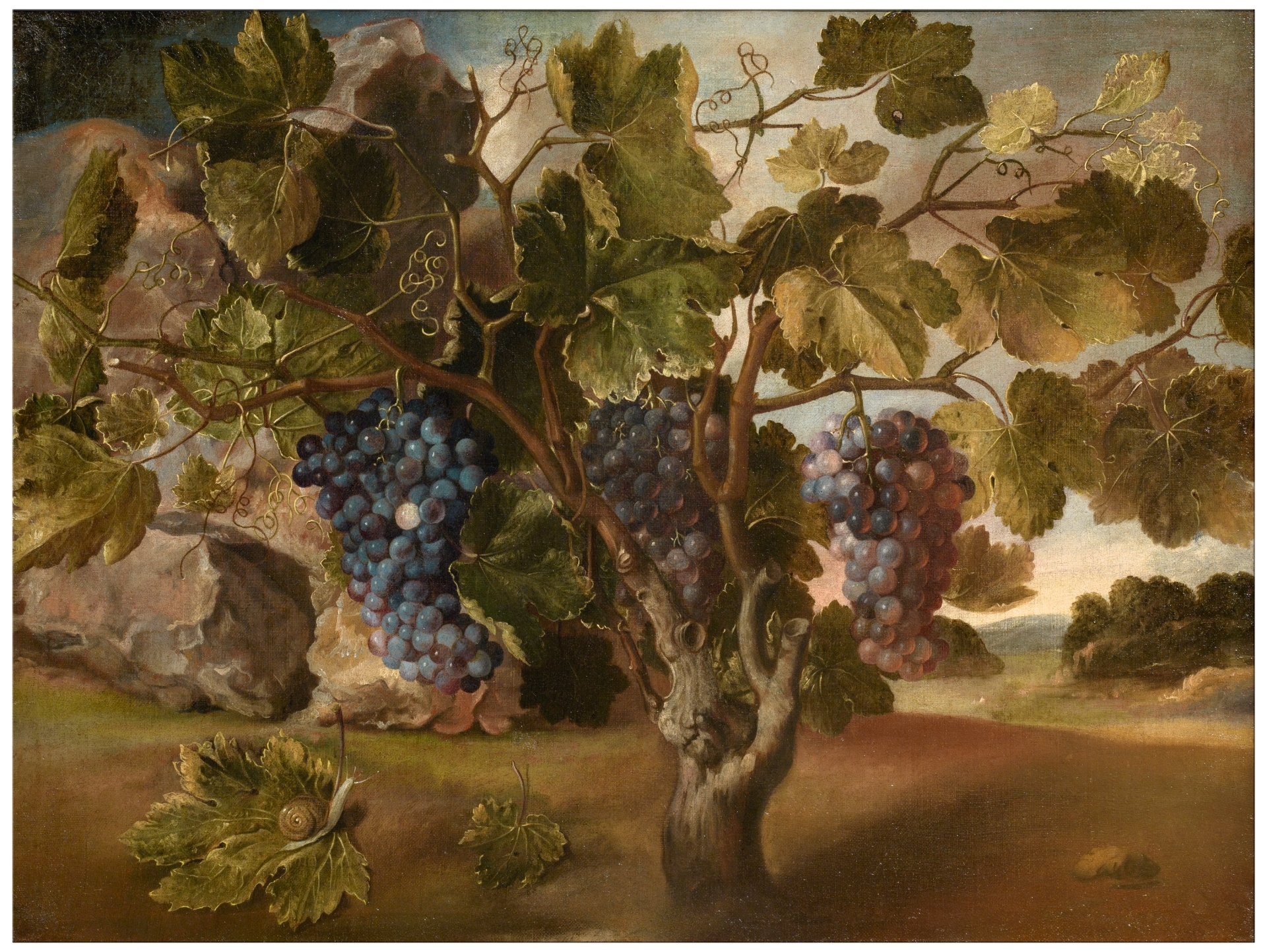
Weinrebe in einer Landschaft, um 1645 (?), Öl auf Leinwand, 67 × 90 cm, Prado, Madrid